# Миклашевські
Миклашевські — український козацько-старшинський рід другої половини 17 — початку 20 століття.  Засновником роду вважають Андрія Миклашевського (Андрушко Миклашенко, роки народження і смерті невідомі) — реєстровий козак Чигиринської сотні (1649). Рід Миклашевських внесений до VI частини родовідної книги Чернігівської губернії. 

## Представники
- Михайло Андрійович Миклашевський (* близько 1640 — ↑30 березня 1706) — український військовий і державний діяч кінця 17- початку 18 століть;
- Михайло Павлович Миклашевський (*1756 — ↑26 серпня 1847) — український і російський військовий та державний діяч;
- Миклашевський Олександр Михайлович (*1798 або 1799 — †1 грудня 1831, Дагестан) — військовик, підполковник 22-го єгерського полку. Декабрист. Учасник російсько-перської війни 1826—1827 років, російсько-турецької війни 1828 — 1829 років.
- Андрій Михайлович Миклашевський (*1801 — †1895) — український дідич, власник порцелянового заводу у селі Волокитиному Глухівського повіту Чернігівської губернії (тепер Путивльського району, Сумської області), відомого своїми художніми виробами;
- Іван Миколайович Миклашевський (*1858 — †1901) — український економіст і статист. 3 1896 року — професор політичної економії і статистики Харківського університету. Автор праць з історії аграрних відносин в Україні;
- Микола Миклашевський (*1860 — ↑1909) — член першої Державної Думи від Чернігівської губернії;
- Йосип Михайлович Миклашевський [* 4(16 квітня) 1882 — †2 вересня 1959] — український музикознавець, піаніст і педагог. Народився у Петербурзі. Навчався в Петербузькому університеті (1900-09), згодом закінчив Київське музичне училище і Петербурзьку консерваторію. В 1913-18 роках — директор Петербурзького музичного інституту. З 1919 року працював педагогом у Харкові. Виступав як піаніст.